# Jacques de Brézé
Jacques de Brézé († 1494) war Großseneschall der Normandie (1465–1476 und 1483–1490), Graf von Maulévrier, Vizegraf von Le Bec-Crespin und Marny, Herr von Anet. Er war der Sohn von Pierre de Brézé und Jeanne du Bec-Crespin.
Er heiratete Charlotte de Valois, eine Tochter von König Karl VII. und dessen Mätresse Agnès Sorel. In der Nacht vom 31. Mai auf den 1. Juni 1477 tötete er im Château de Rouvres seine Frau und deren Liebhaber mit seinem Schwert, weil er sie auf frischer Tat beim Ehebruch überraschte. Er wurde zum Tode verurteilt, wurde aber gegen ein beträchtliches Bußgeld, das ihn finanziell zugrunde richtete, begnadigt. 1484 erhielt er durch Beschluss des Parlements seinen Besitz zurück.
Jacques de Brézé ist der Autor eines Anne de Beaujeu gewidmeten Gedichts, „Louanges de Madame Anne de France“, eines Jagdgedichts „La chasse“ und eines zierlichen Gedichts, das seinem Hund gewidmet ist, „Dits du bon chien Souillard“ (um 1490).
Sein Sohn Louis de Brézé heiratete Diane de Poitiers.